# Rivière Paru de Oeste
La rivière Paru de Oeste (aussi appelée rivière Erepecuru) est un affluent de la rivière Trombetas au Pará, dans le centre-nord du Brésil. En plus de la rivière principale, elle forme une "boucle" connue sous le nom de rivière Cuminá, qui se fond finalement dans la rivière Paru de Oeste environ 6 km avant que cette dernière ne rejoigne la rivière Trombetas. La confluence de Paru de Oeste et Trombetas est à environ 35 km en amont de la ville d'Oriximiná. 
Le bassin hydrographique se situe en partie dans la station écologique Grão-Pará, la plus grande unité de conservation des forêts tropicales entièrement protégées de la planète. Plus au sud, elle traverse la forêt d'État de Trombetas du nord au sud. 